# Walter Schütze
Walter Schütze (* 28. Dezember 1906 in Rüsseina; † 10. Juli 2004) war ein deutscher Pädagoge und ehemaliger Hochschullehrer.

## Leben und Werk
Schütze nahm nach dem Schulabschluss zunächst eine Schlosserlehre und ab 1931 ein Studium der Pädagogik, Philosophie, Geschichte und Soziologie an der Technischen Hochschule Dresden und der Universität Leipzig auf, das er 1938 als Dr. phil. abschloss. Er war zuerst als Volksschullehrer in der Nähe Dresdens tätig und nahm von 1940 bis 1945 am Zweiten Weltkrieg teil. Danach verließ er die Sowjetische Besatzungszone und ging als Bürgerschullehrer, ab 1949 als Rektor nach Bad Segeberg. Ab 1952 war er als Magistratsschulrat der Stadt Kiel tätig. Er wurde zum Lehrbeauftragten an der Pädagogischen Hochschule Kiel-Elmschenhagen ernannt. Hier wirkte er als Professor für Praktische Pädagogik. 1972 ging er in den Ruhestand, besaß aber noch bis zum Sommersemester 1976 den Lehrauftrag.
Er war ein engagierter Verfechter der Schullandheimbewegung und Initiator des Schullandheims Kieler Hütte auf der Jordanshöhe bei Sankt Andreasberg im Harz.

## Schriften (Auswahl)
- Planspiel "Schullandheimaufenthalt" im Rahmen der Lehrerbildung. In: Erziehung und Unterricht, 1965, S. 78 ff.